# Porothamnium gracile
Porothamnium gracile là một loài rêu trong họ Neckeraceae. Loài này được Broth. mô tả khoa học đầu tiên năm 1920.